# Chef de l'exécutif de Hong Kong
Pour les articles homonymes, voir Exécutif.
Le chef de l'exécutif de la région administrative spéciale (RAS) de Hong Kong (en chinois : 香港特別行政區行政長官 ; en pinyin : Xiānggǎng Tèbié Xíngzhèngqū Xíngzhèng Zhangguān) est à la tête du pouvoir exécutif de la RAS de Hong Kong, et représente la région auprès du pouvoir de la république populaire de Chine (RPC).

## Mode de scrutin
L'élection a lieu de manière indirecte par un collège électoral de 1 500 électeurs constitué d'individus et de groupements, représentatifs de groupes d'intérêts en grande partie acquis à la Chine.

## Historique
Cette fonction a remplacé celle de gouverneur de Hong Kong du temps de la colonisation britannique, le 1er juillet 1997. Le premier chef de l'exécutif a été Tung Chee-hwa, démissionnaire en 2005. Trois autres personnalités ont exercé la fonction depuis cette date.

## Liste des chefs de l'exécutif de Hong Kong
| # | Nom              | Début de mandat  | Fin de mandat |
| - | ---------------- | ---------------- | ------------- |
| 1 | Tung Chee-hwa    | 1er juillet 1997 | 12 mars 2005  |
| - | Donald Tsang     | 12 mars 2005     | 30 mai 2005   |
| - | Henry Tang       | 1er juin 2005    | 24 juin 2005  |
| 2 | Donald Tsang     | 24 juin 2005     | 30 juin 2012  |
| 3 | Leung Chun-ying  | 1er juillet 2012 | 30 juin 2017  |
| 4 | Carrie Lam       | 1er juillet 2017 | 30 juin 2022  |
| 5 | John Lee Ka-chiu | 1er juillet 2022 | en fonction   |